# DKW Junior
DKW Junior — це невеликий передньопривідний седан, що виробляється компанією Auto Union AG.. DKW спочатку розшифровувалося як «Dampf-Kraft-Wagen», що німецькою означає «паровий транспортний засіб». У 1932 році DKW об'єдналася з Audi, Horch та Wanderer, утворивши Auto Union AG, і DKW стала брендом невеликих автомобілів та мотоциклів). Автомобіль отримав позитивну реакцію, коли його вперше представили під маркою DKW 600 на Франкфуртському автосалоні в березні 1957 року. Назва «Junior» була надана (на той час) DKW 750 у 1959 році, коли автомобіль пішов у серійне виробництво, але не пережив модернізації в січні 1963 року, DKW Junior, що випускався з 1959 по 1963 рік, був доступний у кузовах седан з двома дверима та повністю сталевим дахом (седан з повністю сталевим дахом; після-1926 Packard All-Steel Top 5-Passenger Victoria coupe model 333, 1927 Pierce-Arrow Series 36 All-Steel Top 5-Passenger Victoria coupé, 1928 Stutz Series BB All-Steel Top 5-Passenger Victoria Coupe, 1929 Auburn 6-80 All-Steel Top 5-Passenger Victoria Coupe, 1931 Detroit Electric Model 99 All-Steel Top 5-Passenger Coupe, 1932 Packard 902 5-passenger All-Steel Top (Victoria) Coupé, 1933 Packard 8 All-Steel Top Victoria Coupé, 1934 Packard 12 Model 1107 All-Steel Top Victoria Coupé, DKW F4 All-Steel Top 2-door saloon, DKW F5 All-Steel Top 2-door saloon, DKW F7 All-Steel Top 2-door saloon, DKW F8 All-Steel Top 2-door saloon, DKW F89 All-Steel Top 2-door saloon, і DKW 3=6 All-Steel Top 2-door sedan) та седан з двома дверима та люком (седан з люком). після чого автомобіль став відомий як DKW F12. Окрім седана, обмеженою кількістю був випущений гарненький «F12 Roadster» (версія кабріолет).
Автомобіль був відомий своїм двотактним двигуном. У 1950-х роках низка європейських автовиробників випускала автомобілі з двотактними двигунами, але на момент появи DKW Junior ринок почав чинити опір автомобілям з двотактними двигунами, оскільки промисловість все більше стандартизувала чотиритактні чотирициліндрові агрегати, які відповідно ставали дешевшими у виробництві. Автомобілі з двотактними двигунами дехто сприймав як грубі та галасливі порівняно з ними.
За розміром та ціною DKW Junior розташовувався в лінійці трохи нижче Auto Union 1000, який сам зазнав модернізації та зміни назви (з DKW на Auto Union) у 1957 році. Таким чином, Junior з моменту своєї появи до серпня 1963 року був єдиним автомобілем під брендом DKW.

## Двигуни
- 741 см3 двотактний I3
- 796 см3 двотактний I3
- 889 см3 двотактний I3